# Slag van Carabobo
De Slag van Carabobo op 24 juni 1821, werd uitgevochten tussen Zuid-Amerikaanse onafhankelijkheidsstrijders, die door Simón Bolívar werden geleid, en Spanje. Het was de beslissende overwinning in de staat Carabobo die tot de onafhankelijkheid van Venezuela leidde.